# Calabaria reinhardtii
Calabaria reinhardtii (trăn đất Calabar hay trăn Calabar) là một loài rắn trong họ Boidae, đặc hữu tây và trung châu Phi. Loài này được Schlegel mô tả khoa học đầu tiên năm 1848.

## Hình ảnh

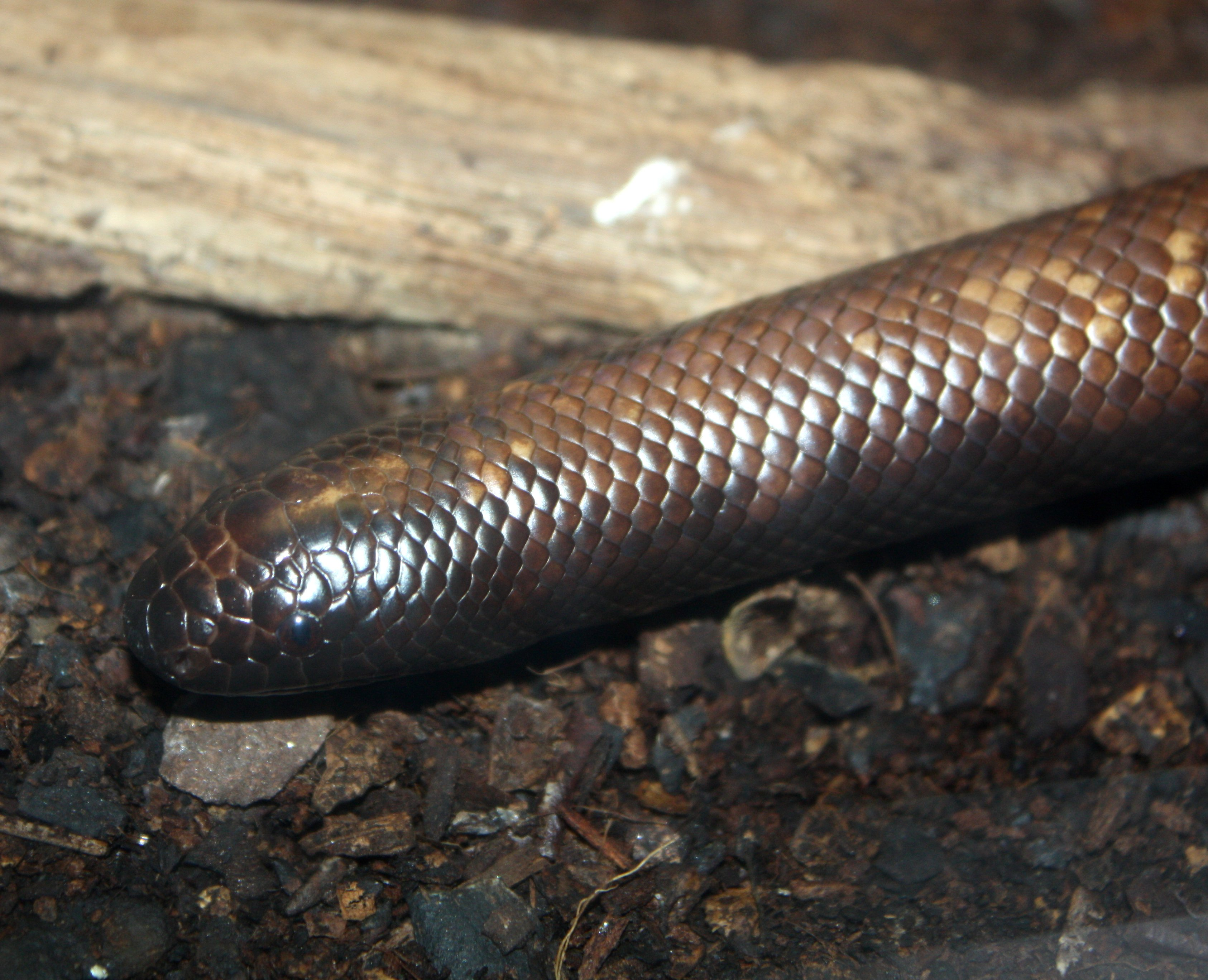
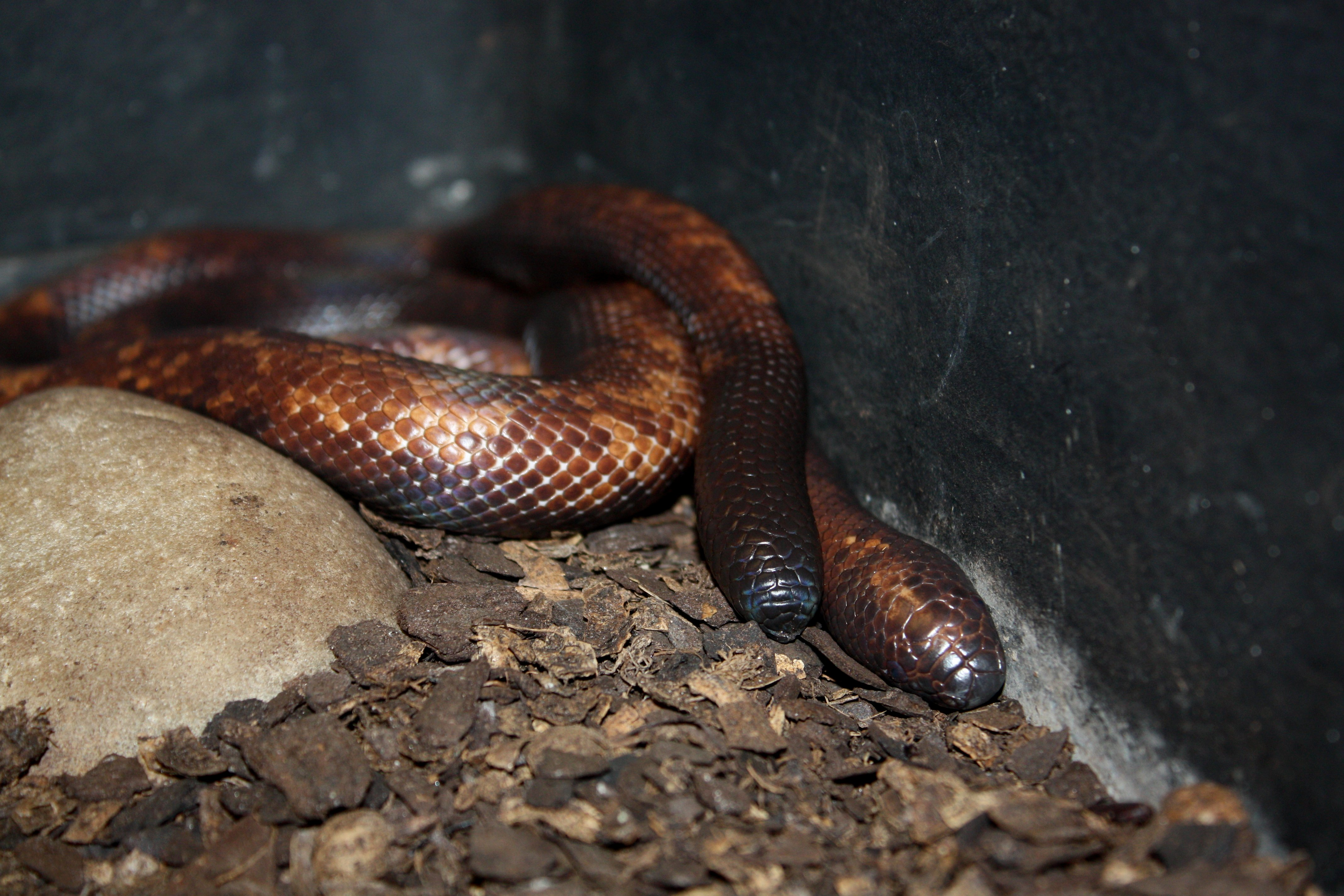